# رووی
رووی (Roewe) یک برند خودروی لوکس در کشور چین است که در بیشتر بازارهای صادراتی خارج از چین تحت نشان تجاری MG  به فروش میرسد

## تاریخچه
در سال ۲۰۰۰ شرکت های خودرو سازی  روور و ام جی توسط کمپانی ب ام و به کنسرسیوم فونیکس فروخته که منجر به تشکیل  گروه ام‌جی روور میگردد (مجوز استفاده از برند آنها توسط ب ام و اعطا شده ولی نشان تجاری آنها بفروش نمی رسد) پس از ورشکستگی و انحلال  این شرکت در سال ۲۰۰۵ دارایی های آن به  شرکت های چینی سایک موتور  و  نانجینگ اتومبیل (که در سایک موتور ادغام میگردد) فروخته شد و منجر به تاسیس شرکت های  ام جی و رووی در سال ۲۰۰۶ گردید.  هر دو  این شرکت ها از فناوری های شرکت منحل شده بریتانیایی گروه ام‌جی روور استفاده می نمایند

## نام
با توجه به فروش نشان تجاری روور توسط ب‌ام‌و به فورد، ادغام آن با لندرور بعدتر و فروش آن به تاتاموتورز هند  ، سایک موتور عملا امکان استفاده از نماد روور را در محصولات خود نداشت و از نامی مشابه استفاده نمود   این نام از حروف چینی Róng و wēi تشکیل شده است که تقریباً به معنای قدرت باشکوه است ، این نام آوانویسی از Rover است ، اگرچه که سایک موتور اظهار داشته است  وازه «رووی»  از واژه آلمانی Löwe ، به معنای شیر نر گرفته شده است.( Loewe توسط چینی زبانان مانند Roewe تلفظ می شود)
برخی از خودرو های رووی  مانند رووی ۵۵۰ ، رووی ۳۵۰ و رووی ۳۶۰ تحت برند ام جی (MG) در کشور ایران عرضه می‌شوند

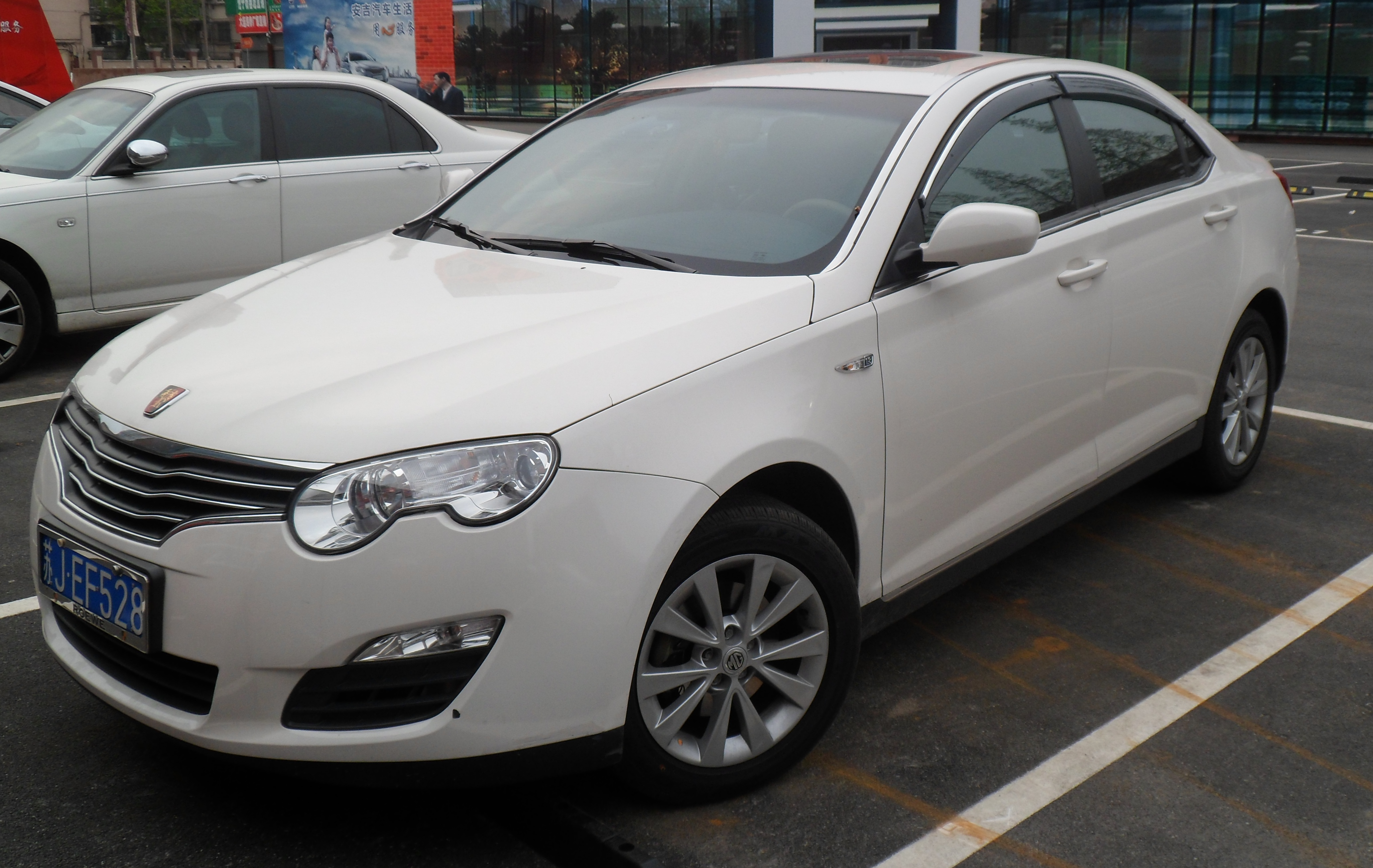
رووی ۵۵۰